# 아시다 히토시
아시다 히토시(일본어: 芦田 均, 1887년 11월 15일 ~ 1959년 6월 20일)는 일본의 외교관이자 정치가로, 1948년 3월 10일부터 1948년 10월 15일까지 제47대 내각총리대신을 지냈다.

## 인물
교토부 후쿠치야마시 출신으로 도쿄제국대학 법학부를 졸업하고 1912년에 외무성에 입성하여 외교관 생활을 시작하였다. 1932년 입헌정우회 공인으로 중의원 선거에 후보로 출마하여 당선되었고, 1946년 헌법개정 특별 위원회 위원장으로 취임했다. 그는 패전 직후 일본 정계의 중심 인물 중 한 사람으로 하토야마 이치로를 중심으로 한 일본자유당의 결성에 참여했지만, 1948년 이누카이 다케루와 협력해 민주당을 결성하고 스스로 총재가 되었다. 가타야마 연립 내각에선 부총리 격의 외무 대신으로 지냈고, 가탸아마 내각의 붕괴 후에는 내각총리대신에 취임하였다.
그러나 아시다 내각은 쇼와전공 사건에 연루돼 불과 7개월 남짓의 단명 내각으로 끝나고 말았으며, 1959년에 향년 71세로 사망했다.

## 같이 보기
- 아시다 내각